# Западни Гхати
Западните Гхати или Сахядри (на хинди: पश्चिमी घाट, Сахядри; на хинди: सह्याद्रि) са планинска верига в Индия, в западната, висока част на полуостров Индостан. Простират се от север на юг на протежение около 1600 km и средна ширина от 100 km, покрай западната периферия на платото Декан и Малабарския бряг на Индия. Максимална височина връх Анамуди 2695 m, издигащ се в най-южната им част.
Западният им склон стъпаловидно и стръмно се спуска към бреговете на Арабско море, а източният представлява полегато спускаща се равнина към вътрешните райони на Индостан. Те са разделени на отделни участъци от напречни тектонски долини, по които са прокарани пътища от Малабарското крайбрежие към вътрешността на полуостров Индостан. Южната им част е изградена главно от гнайси и гранити, образуващи отделни масиви с резки и неправилни очертания на върховете (Нилгири, Анаймалай, Пални, Кардамонови планини). Северните им части са изградени предимно от базалти, формиращи плоски била и стъпаловидни възвишения.
Климатът е субекваториален, мусонен. Годишната сума на валежите по наветрените склонове е от 2000 до 5000 mm, а на подветрените – 600 – 700 mm. От тях на Изток текат големи реки (Годавари, Кришна, Кавери и др.), прекосяващи целия полуостров и вливащи се в Бенгалския залив.
В Западните Гхати се срещат повече от 5000 растителни вида, 139 вида бозайници, 508 вида птици и 179 вида земноводни. Голяма част от тях са ендемични, а най-малко 325 вида са застрашени от изчезване в световен мащаб. По ниските части на западните склонове и на север са развити смесени листопадни и вечнозелени гори, а на юг – вечнозелени влажни тропични гори, които в значителна степен са унищожени. Източните склонове са покрити със сухи савани с канделаброви дървета, акации, палми делеба и др.